# Włośnianka białobrzega
Włośnianka białobrzega (Hebeloma clavulipes Romagn.) – gatunek grzybów należący do rodziny pierścieniakowatych (Strophariaceae).

## Systematyka i nazewnictwo
Pozycja w klasyfikacji według Index Fungorum: Hebeloma, Strophariaceae, Agaricales, Agaricomycetidae, Agaricomycetes, Agaricomycotina, Basidiomycota, Fungi.
Po raz pierwszy opisał go Henri Charles Louis Romagnesi w 1965 r. na Słowacji. Wskazał holotyp. Synonimy:
- Hebeloma candidipes Bruchet 1970
- Hebeloma clavulipes var. hygrophanicum Bon 1994

Polską nazwę zaproponował Władysław Wojewoda w 2003 r.

## Morfologia
Kapelusz
Średnica 20–40 mm, kształt stożkowy, później wypukły do płaskiego z małym garbkiem. Powierzchnia w młodości ciemno szarobrązowa, później blaknąca na brzegach, jedwabista i w stanie wilgotnym nieco lepka, w stanie suchym matowa, z białą strefą na brzegu.
Blaszki
Szerokie, wąsko przyrośnięte, początkowo białawe, później beżowobrązowe, szerokie.
Trzon
Wysokość 40–60 mm, grubość 4–7 mm, cylindryczny, elastyczny, za młodu pusty, na starość pusty. Powierzchnia biała, później brązowawa.
Miąższ
Białawy, później jasnobrązowy, cienki, o rzodkiewkowym zapachu i gorzkim smaku.
Cechy mikroskopowe
Bazydiospory 10–12,5 × 6–7,5 µm, migdałowate, słabo brodawkowate. Podstawki smukłe, maczugowate, z 4 sterygmami i sprzążką bazalną.
Cheilocystydy cylindryczne z wybrzuszoną podstawą.

## Występowanie
Występuje głównie w Europie, poza nią podano tylko nieliczne stanowiska w Ameryce Północnej i Azji. W Polsce do 2003 r. znane było tylko jedno stanowisko podane przez W. Wojewodę w Puszczy Niepołomickiej w 1999 r., w 2019 r. Maria Ławrynowicz i inni podali nowe stanowisko.
Naziemny grzyb mykoryzowy. Rośnie w lasach iglastych w towarzystwie sosen.